# Mondragón M1908
Mondragón M1908 je považována za první samonabíjecí vojenskou pušku. Samonabíjecí verze vznikla z opakovací pušky s přímotažným závěrem M1893/M1894. Tvůrcem zbraně byl mexický konstruktér Manuel Mondragón.

## Historie
V roce 1908 zavedla mexická armáda zbraň do výzbroje pod jménem (Fusil Porfirio Díaz Sistema Mondragón Modelo 1908) a objednala 4000 zbraní u zbrojovky SIG. V roce 1910 mexická armáda převzala prvních 400 zbraní. Záhy se projevily problémy s funkčností zbraní způsobené nekvalitním střelivem domácí výroby a poté co vypukla mexická revoluce se zřejmě mexická vláda potýkala rovněž s nedostatkem peněz a proto Mexiko stornovalo objednávku a odmítlo zaplatit za další zbraně. Zbrojovce SIG zustal zbytek vyrobených zbraní, které Mexičané neodebrali, mohlo se jednat o 3600 hotových zbraní, ale není jisté zdali bylo tolik zbraní opravdu vyrobeno. SIG neúspěšně hledal kupce pro tyto zbraně až do vypuknutí první světové války, kdy Německé císařství odkoupilo větší množství těchto zbraní v ráži 7,92 × 57 mm Mauser. V zákopových bojích se pušky příliš neosvědčily pro svoji náchylnost vůči nečistotám. Proto bylo rozhodnuto zbraně využívat u letectva, byli jimi vybaveni pozorovatelé letadel, vzducholodí a upoutaných balónů. Tato verze nesla označení Flieger-Selbstladekarabiner, Modell 1915 a byla vybavena odnímatelným zásobníkem na 12 nábojů později i 30raným bubnovým zásobníkem. Dále byly pušky opatřeny lapačem vystřelených nábojnic. Samonabíjecí pušky vydržely v leteckých soubojích jen krátce, než byly nahrazeny kulomety.

## Konstrukce
Mondragón M1908 byl poměrně robustní a kvalitně zpracován. Zbraň fungovala na principu odběru tlaku prachových plynů, odvedených po výstřelu z vnitřku hlavně plynovým kanálkem do plynového válce, umístěného pod hlavní. Ve válci plyny působí na píst, který byl spojen táhlem s nosičem závorníku, který pootočil a odsunul rotační závorník. Konstrukce zbraně byla nadčasová a svým řešením je podobná současným zbraním. Na začátku předpažbí se nacházela páka, jejímž otočením bylo možné uzavřit plynový kanálek a tak pušku přeměnit na opakovačku. U pozdější verze bylo možné pomocí otočení kolíčku na napínací páce přerušit spojení závěru s pístem. Původní verze pro mexickou armádu byla vybavena sklopnou dvojnožkou. Střelivo bylo možné doplňovat do zbraně z 5raných nábojových pásků.